# Сираджуддин Хамид Юсуф
Сираджуддин Хамид Юсуф (англ. Sirajuddin Hamid Yousuf; 6 августа 1953) — суданский юрист, общественно-политический и дипломатический деятель, Чрезвычайный и Полномочный Посол Республики Судан в Российской Федерации (2008—2010).

## Биография
В апреле 1979 года окончил Хартумский университет. В 2002 году получил степень магистра по международному праву в Преторийском университете (Южная Африка).
Общественный и политический деятель. Был избран депутатом Национальной ассамблеи Судана, от штата Южный Дарфур. Возглавлял Комитет по правам человека в суданском парламенте.
С 2001 г. на дипломатической работе. С 2001 по 2005 год посол Судана в Уганде, Бурунди и Руанде. В 2006 — январе 2008 года работал директором Департамента по вопросам мира и гуманитарной деятельности, затем назначен директором Департамента по урегулированию кризисов Министерства иностранных дел Судана.
В 2008—2010 гг. — Чрезвычайный и Полномочный Посол Республики Судан в Российской Федерации и на Украине (по совместительству).
В 2016—2022 гг. — Чрезвычайный и Полномочный Посол Республики Судан в Индии; на этой должности его сменил H.E. Mr. Abdalla Omer Bashir Elhusain.
C 2017 года был также послом-нерезидентом Судана на Мальдивах, а с 2018 — по совместительству также посол в Непале.